# Super Mario 3D Land
Super Mario 3D Land (jap. スーパーマリオ3Dランド, Sūpā Mario Surī Dī Rando; abgekürzt oft SM3DL) ist ein 3D-Jump-’n’-Run-Videospiel, das vom japanischen Unternehmen Nintendo für die tragbare Konsole Nintendo 3DS veröffentlicht wurde. In Japan kam es am 3. November 2011 heraus, in Nordamerika am 13. November und in Europa am 18. November 2011. Die Nintendo-Abteilung Entertainment Analysis & Development entwickelte das Spiel unter der Leitung von Kōichi Hayashida, der bereits als Director des Vorgängers Super Mario Galaxy 2 (Wii, 2010) fungierte. Der Entwicklungsprozess begann im Sommer 2010 und beanspruchte über 45 Entwickler.
Der Spieler schlüpft in die Rolle des Mario, der die Prinzessin Peach aus den Fängen des bösen Bowser zu retten hat. Super Mario 3D Land kreuzt dabei das aus älteren Super-Mario-Spielen bekannte 2D-Spielprinzip mit dem der 3D-Spiele der Reihe und greift auf weitere bewährte Elemente der Serie zurück. Es kommen außerdem mehrere spezielle Funktionen des 3DS zum Einsatz, darunter der autostereoskopische 3D-Effekt.
Kritiker nahmen Super Mario 3D Land positiv auf und lobten insbesondere das Spielkonzept sowie die kreative Gestaltung der Spielabschnitte. Auf hauptsächlich positive Resonanz stieß außerdem die Verwendung des 3D-Effektes, während manche Publikationen leichte Kritik unter anderem an der kurzen Spieldauer übten. Mit zehn Millionen verkauften Einheiten bis März 2015 ist Super Mario 3D Land eines der meistverkauften 3DS-Spiele. Ende 2013 erschien der Nachfolger Super Mario 3D World für die Wii U, der vom gleichen Entwicklerteam stammt und sich stark an 3D Land orientiert.

## Rahmenhandlung
Während eines starken Gewitters verliert ein Baum in der Nähe des Schlosses von Prinzessin Peach seine Blätter, sogenannte Super-Blätter, die über das ganze Land verteilt werden. Mit diesen Blättern, die bei Berührung einen Tanuki-Schwanz wachsen lassen, präpariert der böse König Bowser seine Schergen. Als der italienische Klempner Mario am nächsten Tag mit einigen Toads (den Einwohnern von Prinzessin Peachs Pilzkönigreich) den Baum inspiziert, stoßen sie auf einen Brief von Bowser. In dem Brief teilt Bowser mit, die Prinzessin entführt zu haben. Sogleich macht sich Mario auf den Weg, Prinzessin Peach aus Bowsers Fängen zu befreien. Im Verlauf seines Abenteuers, in dem er mehrere Welten durchquert, erhält er weitere Briefe mit Fotos von Peach und Bowsers Schergen. Bei seinem Abenteuer macht auch Mario von den Super-Blättern Gebrauch, um kurzzeitig schweben zu können.
Schließlich gelingt es Mario im finalen Showdown, Bowser zu bezwingen und die Prinzessin zu befreien. Mittels der Super-Blätter fliegen die Toads mit Mario und Peach zurück zum Schloss. Währenddessen läuft der Abspann. Ein weiterer Brief informiert Mario jedoch, dass auch sein Bruder Luigi entführt wurde. Mario macht sich nun zu dessen Rettung auf und reist durch acht zusätzliche Welten.

## Spielbeschreibung

### Spielprinzip
In Super Mario 3D Land übernimmt der Spieler die Rolle der Spielfigur Mario, im späteren Verlauf optional die des Luigi. Mit dem Circle Pad des 3DS wird die Spielfigur im dreidimensionalen Raum gelenkt. Als Hauptaktionen stehen ihr Rennen und Springen zur Verfügung; weitere Aktionen sind beispielsweise der Hecht- oder der Wandsprung.
Die Spielfigur muss in einem linear ablaufenden Level durch zahlreiche Hindernisse geführt werden. Die Levels sind mit Gefahren wie Feuer oder Stacheln gespickt, denen es auszuweichen gilt. Außerdem befinden sich Gegner in den Levels, die in den meisten Fällen durch einen Sprung auf den Kopf besiegt werden. Berührt Mario im Normalzustand („Super-Mario“) einen Gegner oder eine andere Gefahr, verwandelt er sich zu „Klein-Mario“. In diesem schwächeren Zustand verliert er bei einem weiteren Feindkontakt einen Versuch. Unabhängig davon scheitert ein Versuch, wenn die vorgegebene Zeit eines Levels abläuft oder die Spielfigur in einen Abgrund stürzt.
Nutzbringende Power-ups können die Spielfigur stärken. Dazu zählen die Feuer-Blume, die Mario zu „Feuer-Mario“ verwandeln. In diesem Zustand kann Mario einen weiteren Treffer einstecken und hat außerdem die Fähigkeit, Feuerbälle zu werfen und so Gegnern zu schaden. Ein anderes Power-up ist der Tanuki-Anzug. In diesem Zustand kann die Spielfigur auf Knopfdruck für kurze Zeit fliegen und so beispielsweise Abgründe im schwebenden Zustand überqueren. Im Ruhezustand auf dem Boden kann Tanuki-Mario außerdem mit dem Schwanz schleudern und so Gegner besiegen.
Super Mario 3D Land unterstützt die StreetPass-Funktionalität des 3DS. Wenn sich die im Stand-by-Modus befindlichen 3DS-Systeme zweier Spielbesitzer begegnen, so werden einige Daten ausgetauscht, darunter die Bestzeiten im freischaltbaren „Time-Attack“-Modus des Spiels. Außerdem verwendet Super Mario 3D Land das im 3DS eingebaute Gyroskop. Dieses ermöglicht beispielsweise, dass der Spieler durch Bewegen des Handhelds die Sicht durch in der Spielwelt verteilte Fernrohre anpasst oder für einen Kanonenschuss zielt.

### Spielablauf
Zu Beginn eines neuen Spielstandes startet Super Mario 3D Land mit einer Filmsequenz, die kurz die Rahmenhandlung wiedergibt. Unmittelbar darauf wird die Weltkarte eingeblendet, die sich im ersten Spieldurchgang auf acht Welten zu je mehreren Levels erstreckt. Die Weltkarten sind streng linear; die Reihenfolge, in der die Levels zu absolvieren sind, ist also fest vorgegeben. Eine Ausnahme stellen die Spezialwelten dar, dort kann man, bis auf Spezialwelt 1, gleich jedes Level betreten. Nur für das finale Level muss man alle Levels zuvor geschafft haben und eine bestimmte Anzahl an Sternenmedaillen haben. In jedem Level gibt es drei Sternenmedaillen.
Super Mario 3D Land beginnt nicht mit einem Tutorial-Level. Stattdessen erlernt der Spieler in den ersten Levels die Spielgrundlagen gemäß Learning by Doing selbständig. Das Ziel eines Levels besteht darin, die zahlreichen Hindernisse eines Levels zu überwinden und an dessen Ende zu gelangen, um den folgenden Level freizuschalten. Wurden alle Levels der ersten acht Welten abgeschlossen, so stehen acht weitere Spezialwelten zur Verfügung. Als Spielfigur für die Bonuswelten kann hier optional Marios Bruder Luigi zum Einsatz kommen.

### Hommagen an und Einflüsse durch andere Videospiele
Super Mario 3D Land greift zahlreiche Elemente vorheriger Serienableger auf. Häufig sind Einflüsse durch das erste Mario-Spiel, Super Mario Bros. (NES, 1985) zu erkennen, beginnend mit dem Spielkonzept, das gewissermaßen eine Neuinterpretation der Spielregeln von Super Mario Bros. im dreidimensionalen Raum darstellt. Die Philosophie hinter der Levelgestaltung erinnert ebenfalls an Super Mario Bros.; ein Beispiel hierfür ist, dass es am Ende eines jeden Levels gilt, eine Zielfahne zu erklimmen – wie in Super Mario Bros.
Abseits des Spielprinzips finden sich viele weitere Elemente, die eine Hommage an Super Mario Bros. darstellen. Beispielsweise werden einige Grafikelemente und Musikstücke aus jenem Spiel aus Zwecken der Nostalgie wiederverwendet. Ferner beinhaltet Super Mario 3D Land Levels, deren Umgebungen von Sprites aus Super Mario Bros. inspiriert wurden. Das durch das Spiellogo hervorgehobene Power-up, das die Spielfigur in einen Tanuki verwandelt, ist als Hommage an Super Mario Bros. 3 (NES, 1989) gedacht.
Nachdem das Entwicklerteam zunächst einen nummerierten Titel plante, einigte man sich im späten Entwicklungsprozess auf den Namen Super Mario 3D Land. Dieser Titel soll eine Hommage an Super Mario Land (Game Boy, 1989) sein.
Nintendo widmete das Jahr 2011 dem 25. Jubiläum des The-Legend-of-Zelda-Franchises. Aus diesem Anlass befindet sich in Super Mario 3D Land ein Level, der an die The-Legend-of-Zelda-Spiele angelehnt ist und sich der Vogelperspektive der 2D-Teile der Reihe bedient.

## Technik, Grafik und Ton

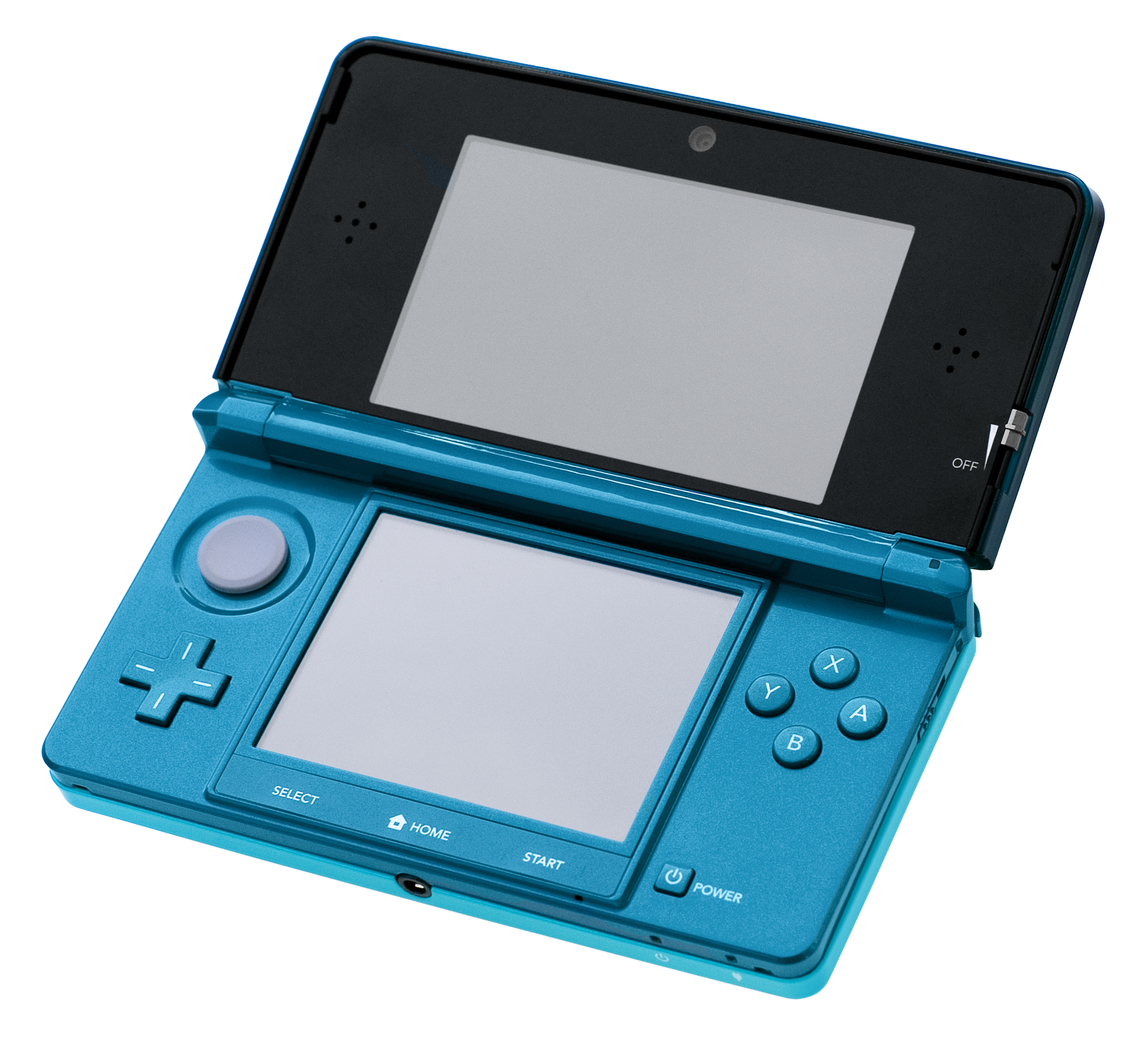
Nintendo 3DS

Die Kameraperspektive in Super Mario 3D Land ist fest vorgegeben und kann vom Spieler nur minimal nach rechts oder links korrigiert werden. Normalerweise folgt die Kamera der Spielfigur in der Third-Person-Perspektive, in manchen Abschnitten scrollt die Kamera automatisch und unabhängig mit, während sie in anderen Abschnitten das Spielgeschehen aus einer festen Position von schräg oben zeigt.
Der Nintendo 3DS verfügt über zwei Bildschirme; der obere ermöglicht einen autostereoskopischen 3D-Effekt, der unter anderem von Super Mario 3D Land unterstützt wird. Im Spiel gibt es zwei verschiedene Einstellungen für die Schärfentiefe des optionalen 3D-Effektes. Auf dem oberen Bildschirm werden die Levels dargestellt, während auf dem unteren Bildschirm Informationen eingeblendet werden. Dieser ist ein Touchscreen, dessen Funktionen das Spiel bei der Menüführung nutzt. Die Grafik des Spiels wird in Echtzeit berechnet und ist polygon-basiert. Die Darstellung von Super Mario 3D Land ist an das 5:3-Seitenverhältnis des 3DS angepasst.
Der Soundtrack des Spiels stammt aus der Feder der Komponisten Asuka Hayazaki, Takeshi Hama und Mahito Yokota und wurde per Klangsynthese erzeugt. Neben einigen neuen Stücken beinhaltet der Soundtrack Remixes bekannter Stücke aus früheren Mario-Spielen. Die Sprachausgabe beschränkt sich auf schlichte Ausrufe der Charaktere. Charles Martinet lieh Mario und Luigi seine Stimme, während Prinzessin Peach sowie die Toads von Samantha Kelly und Bowser von Kenny James synchronisiert wurde.

## Entwicklung und Hintergrund

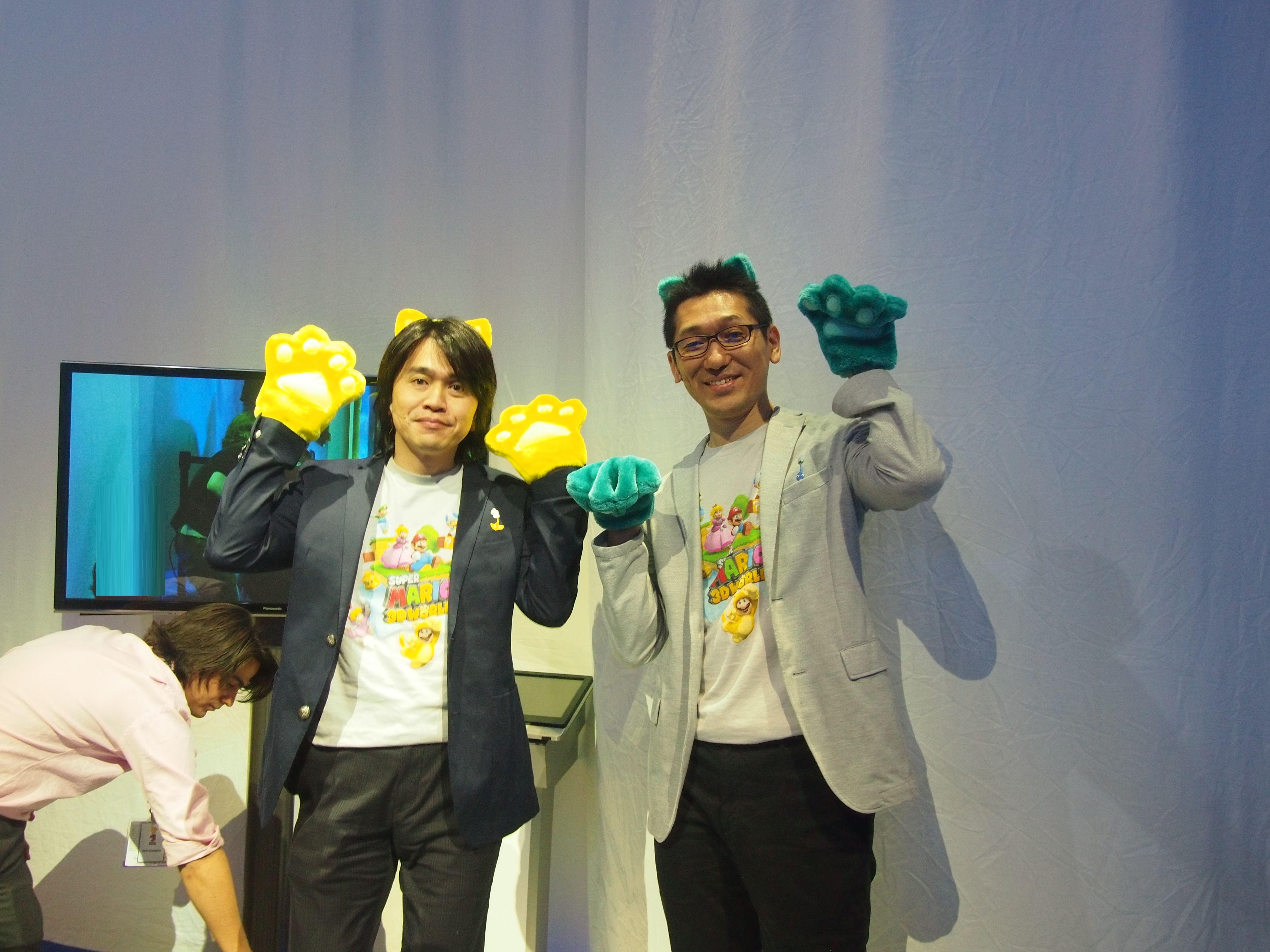
Die zuständigen Entwickler: Yoshiaki Koizumi (links, Produzent) und Kōichi Hayashida (rechts, Regisseur)

Für die Entwicklung von Super Mario 3D Land zeichnete die Tokyo Software Development Group No. 2 der Abteilung Nintendo Entertainment Analysis & Development (EAD) verantwortlich. Es handelt sich um das erste Handheldspiel dieses Teams. Die Arbeiten begannen direkt im Anschluss an Super Mario Galaxy 2 (Wii, 2010) und dauerten circa anderthalb Jahre lang an. Etwa 45 Personen waren unter der Leitung des Directors Kōichi Hayashida beteiligt. Anderen Angaben nach erstreckte sich die Entwicklung über eine Zeitspanne von etwa zwei Jahren und wurde zuletzt von 30 Mitwirkenden bewerkstelligt. Die Rolle des Produzenten bekleidete der Teammanager Yoshiaki Koizumi, während die Mario-Schöpfer und EAD-Leiter Takashi Tezuka und Shigeru Miyamoto als General Producer die Entwicklung überwachten und koordinierten. Zwei Mitarbeiter des Nintendo-Studios 1-UP Studio (damals Brownie Brown) unterstützten die Entwickler während der Arbeiten. Die Zwischensequenzen im Spiel stammen vom externen Unternehmen Digitalscape.

### Ursprung und Vorproduktion
Die Konzepte der meisten vorherigen Super-Mario-Titel stammten von den Seriengründern Miyamoto und Tezuka oder zuletzt häufig auch von Koizumi. Die Idee zu Super Mario 3D Land hingegen kam von Kōichi Hayashida, der bereits Director von Super Mario Galaxy 2 war. Seit der Entwicklung von Super Mario Galaxy hatte das Team das Ziel, 3D-Jump-’n’-Runs einer breiteren Masse zuzuführen. Um dies mit Super Mario Galaxy 2 zu erreichen, bauten die Entwickler in diesen 3D-Ableger auch zweidimensionale Levelabschnitte ein.
Hayashida erkannte in der Chronologie der Mario-Reihe im Hinblick auf die Evolution des Spielprinzips eine große Lücke zwischen Super Mario World (SNES 1990) und Super Mario 64 (N64 1996). Daher wollte er mit einem neuen Projekt einen Übergang zwischen 2D- und 3D-Ablegern der Reihe erschaffen. Dazu übertrug das Team Spielmechaniken aus den 2D-Spielen auf das Konzept der 3D-Ableger. Es entstand ein 2D-/3D-Hybrid, der zahlreiche Elemente aus der Vergangenheit der Reihe miteinander vermengt. Um vorzubeugen, dass sich unerfahrene Spieler verlaufen, wurden die Levels so gestaltet, dass sie den Spieler stets leiten. Diese Linearität aus den 2D-Ablegern wird wiederum abgeschwächt durch die optional einsammelbaren Sternmedaillen aus den 3D-Spielen, die in den Levels versteckt sind.

“So the way we see it is someone would pick up Super Mario 3D Land and play that, and then maybe they would move onto Super Mario Galaxy or Super Mario Sunshine or Super Mario 64 after that.”

„Also wir sehen es so, dass jemand Super Mario 3D Land nehmen und es spielen würde, und danach vielleicht zu Super Mario Galaxy oder Super Mario Sunshine oder Super Mario 64 wechselt.“

Da Super Mario 3D Land anders als die vorherigen Spiele des Teams für eine portable Konsole entwickelt wurde, konzentrierte man sich auf ein kurzes Spiel, das für kurze Partien zwischendurch geeignet sein sollte. In einem Interview drückte Hayashida dies mit einem Vergleich aus: Wenn Super Mario Galaxy 2 wie das größte dokumentierte Menü der Geschichte ist, das Manchu Han Imperial Feast, dann entspricht Super Mario 3D Land als kompaktes Spiel einem Hamburger.

### Frühe Entwicklungsphase
Nachdem die Arbeiten an Super Mario Galaxy 2 im Frühling 2010 abgeschlossen waren, begann das Team die Umsetzung des Konzeptes von einem 3D-Super-Mario, das als Einführung in die bisherigen 3D-Teile dienen sollte. Zu Beginn der Arbeiten an Super Mario 3D Land waren nur zwei Personen involviert. Zunächst überprüften die Entwickler, ob eine obligatorisch erscheinende 1:1-Portierung eines ihrer vorherigen Konsolenspiele, Super Mario Galaxy 2, auf dem 3DS lauffähig wäre. Dabei fiel auf, dass die Proportionen zu klein waren und die Spielfigur auf dem kleinen Bildschirm schlecht erkennbar war. Auf Basis dieses Experiments legte das Team fest, welche Kameratechniken und Levelumgebungen für den Bildschirm des 3DS angebracht seien und entschied sich zu einer verhältnismäßig großen Darstellung der Spielfigur. In einem weiteren Experiment testete man, welchen Eindruck ein ausgewählter Level aus Super Mario 64 auf einem 3D-fähigen Bildschirm mache. Es handelte sich um den gleichen Level, den das Team schon für Super Mario Galaxy 2 überarbeitet hatte.
Bis Herbst 2010 gelang es den Entwicklern, das Grundkonzept von Super Mario 3D Land zu erarbeiten und einen Prototyp zu programmieren, in dem eine Platzhalter-Spielfigur durch eine schlichte mit Münzen und Blöcken gefüllte Umgebung wanderte. Schon früh einigte man sich darauf, dass die Spielperspektive eine gegenüber Super Mario Galaxy 2 weiter vereinfachte Parallel-Kamera sein sollte.

### Konzepte
In einem Test, den das Entwicklerteam durchführte, spie Bowser Feuerbälle in Richtung des Spielers, die dank des 3D-Effektes aus dem Bildschirm herauszuragen schienen. In Folge dieses Experimentes nahmen die Entwickler Bowser in das Spiel auf und konzipierten einen Bosskampf, in dem der Antagonist Feuerbälle „aus dem Bildschirm hinaus“ speit. Die Gegner Boom-Boom sowie die Koopalinge wurden auf Wunsch einiger Teammitglieder in das Spiel eingebaut, nachdem feststand, dass der Tanuki-Anzug im Spiel auftauchen soll.
Da UI-Elemente auf dem oberen Bildschirm nicht mit einem guten 3D-Effekt verträglich sind, versuchte das Team, deren Anzahl möglichst gering zu halten. Ein in bis dato allen 3D-Super-Mario-Spielen auftauchendes UI-Element ist eine Kraftanzeige, die Marios verbleibende Kraft visuell veranschaulicht. Nachdem etwa ein Drittel der Entwicklungszeit verstrichen war, entschieden sich die Entwickler, Marios Kraft nicht durch ein UI-Element, sondern durch optische Veränderungen an der Spielfigur darzustellen. Infolgedessen entstand der „Klein-Mario“-Zustand.
In Super Mario 3D Land gibt es ein Item, das Mario in eine Statue verwandelt und das nur selten und in den letzten Levels des Spiels auftaucht. Dieses fand erst gegen Ende der Entwicklung Eingang in das Projekt. Ein weiteres Item ist der Propeller-Block, der Mario besonders hohe Sprünge ermöglicht. Hayashida zufolge gibt es dieses Item im Spiel, da „es sich einfach gut anfühlt“ und aufgrund des 3D-Effektes, der sich durch besonders hohe Sprünge ergibt. Aus diesem Item entstand im späten Entwicklungsprozess die Idee zu einem Block, der auf Marios Kopf feststeckt und aus dem Münzen herauskommen, sobald sich Mario bewegt.

### Einfluss des Tōhoku-Erdbebens

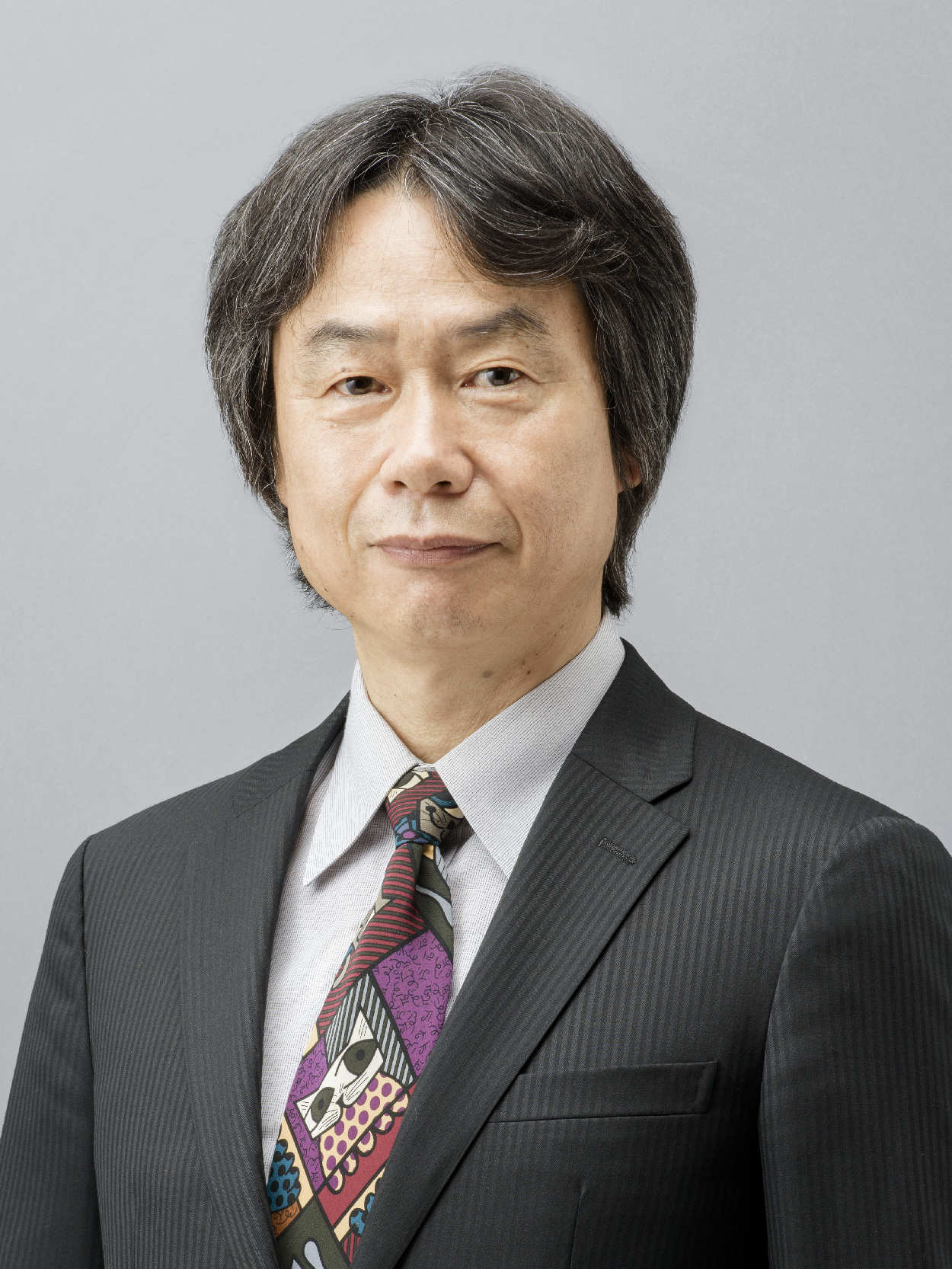
Infolge des Tōhoku-Erdbebens besann sich das Entwicklerteam auf eine Philosophie des Nintendo-Chefproduzenten Shigeru Miyamoto, wonach Videospiele einfach Spaß machen sollten

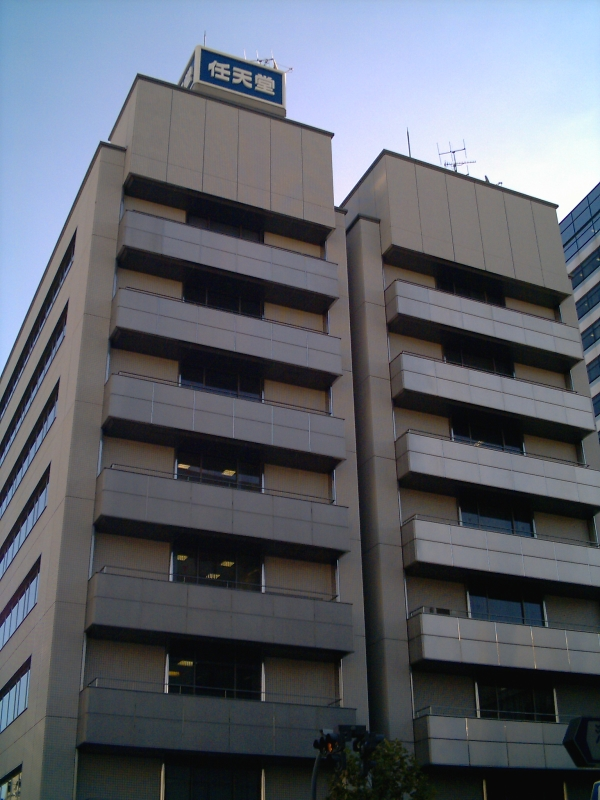
Das Bürogebäude der EAD Tokyo

Nintendo plante, Super Mario 3D Land rechtzeitig zur Feriensaison 2011 veröffentlichen zu können. Um diesen Termin einhalten zu können, war die Unterstützung durch ein externes Unternehmen vonnöten. Die Wahl fiel auf das Nintendo-Studio Brownie Brown (heute: 1-UP Studio), das seinen Sitz in Tokyo hat. Um Brownie Brown in die Entwicklung eines Mario-Titels einzuweisen, erklärte Hayashida den Mitwirkenden des Studios am 11. März 2011 das Design des ersten Levels von Super Mario Galaxy 2.
Während dieser Besprechung im fünften Stock des Nintendo Tokyo Office ereignete sich das Tōhoku-Erdbeben 2011. Das Bürogebäude blieb eine Woche lang geschlossen. Während dieser Zeit war unklar, ob die Entwicklung von Super Mario 3D Land dort fortfahren konnte. Als das Büro wieder eröffnete, tröstete Hayashida sein Team über den Schock hinweg:

“We’re all asking ourselves what we can do to help right now. I think bringing smiles to the faces of people with a fun game by the end of this year is something maybe only we can do.”

„Wir alle fragen uns, was wir in diesem Moment tun können, um zu helfen. Ich denke, die Gesichter der Menschen zum Ende des Jahres mit einem spaßigen Spiel zum Lächeln zu bringen, ist etwas, das vielleicht nur wir tun können.“

Nach dem Erdbeben setzte sich Hayashida das Ziel, ein Videospiel zu erschaffen, das einfachen Spaß machen solle. Damit orientierte er sich bei der weiteren Spielproduktion an einer der grundlegenden Philosophien Shigeru Miyamotos. Außerdem lockerte Hayashida die Arbeitsatmosphäre auf. Bereits zuvor konnten sich beispielsweise Programmierer und Designer im Büro jederzeit frei unterhalten. Im Rahmen des gelockerten Umgangs veranstaltete Hayashida darüber hinaus regelmäßige Testspielsitzungen, bei denen alle Teammitglieder das Spiel spielten, wie „im Haus unseres Freundes, als wir Kinder waren“ (‘at our friends’ house when we were kids’).

### 3D-Effekt und Mehrspielermodus
Der 3D-Effekt des 3DS wird ermöglicht, indem das linke Auge ein leicht unterschiedliches Bild empfängt als das rechte Auge. Bei Bildern mit einer großen räumlichen Tiefe entsteht für den Betrachter daher rasch ein verschwommenes Bild. Diesem Problem stand gegen Ende der Arbeiten das Entwicklerteam gegenüber. Die zur Lösung des Problems benötigte Zeit trug dazu bei, dass sich die Fertigstellung des Spiels um gut einen Monat verzögerte. In Mario Kart 7, das ein anderes EAD-Team zur damaligen Zeit ebenfalls für den 3DS entwickelte, trat das Problem nicht auf. Hayashida erkannte, dass das Renngefährt des Spielers in Mario Kart als Referenzebene dient; da der Spieler seinen Blick fokussiert auf das Kart richte, komme keine optische Verschiebung zustande. Dies übertrug er auf sein Projekt und legte Mario als Referenzebene fest. Entsprechend wurden Kamerawinkel und -Perspektiven angepasst. Diese 3D-Ansicht wird als normale Ansicht bezeichnet und ist im Spiel standardmäßig eingestellt.
Da etwa ein Fünftel des Teams die vorherige 3D-Perspektive für besser hielt, wurde diese auch im Spiel belassen. Sie zeichnet sich durch eine größere dreidimensionale Tiefe aus; das Geschehen spielt sich optisch nicht mehr etwa auf einer Ebene mit dem Bildschirm ab, sondern ragt stark in den Bildschirm hinein. Die sogenannte Tiefenansicht ist die zweite 3D-Ansicht im Spiel. Zwischen beiden wird mittels des Steuerkreuzes gewechselt.
Koizumi zufolge war man an einem Mehrspielermodus in Super Mario 3D Land interessiert. Den Plänen nach hätten mehrere Spieler auf ein 3DS-System schauen müssen. Dieses Konzept wäre jedoch nicht mit dem 3D-Modus vereinbar gewesen, da dieser einen festen Betrachtungswinkel erfordert. Darum wurde der geplante Mehrspielermodus verworfen. Koizumi äußerte jedoch, man werde sich der Herausforderung auch in Zukunft stellen müssen (siehe auch Abschnitt Nachfolger).

## Ankündigungen und Veröffentlichung

### Ankündigungen

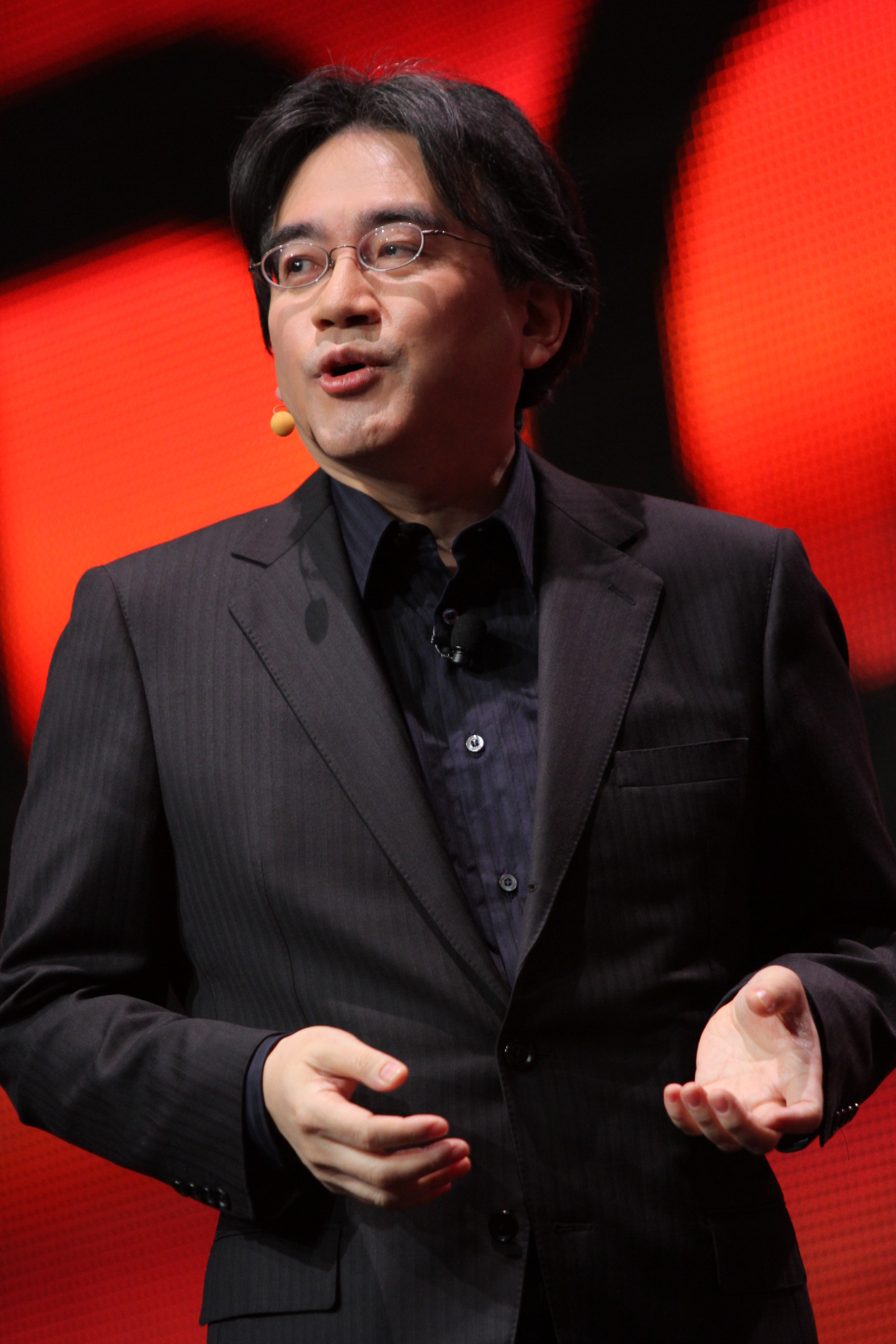
Nintendo-Präsident Satoru Iwata kündigt Super Mario 3D Land auf der GDC 2011 an

Während einer Investorenkonferenz am 29. Oktober 2010 sprach Miyamoto über die Vor- und Nachteile von 2D- und 3D-Spielen und resümierte damit die damals stattfindenden internen Überlegungen des Mario-Teams. Der Manager äußerte, dass 2D-Super-Mario-Spiele für den Konsumenten einfacher zu erfassen seien als 3D-Ableger, was sich deutlich in den jeweiligen Verkaufszahlen abzeichne. Darum habe Nintendo mit Super Mario Galaxy versucht, das 3D-Konzept zu vereinfachen, während der Konzern parallel dazu das 2D-Spiel New Super Mario Bros. veröffentlichte. Für den 3DS werde Nintendo daher ebenfalls sowohl 2D- als auch 3D-Mario-Spiele entwickeln, bestätigte Miyamoto. Außerdem äußerte er, dass der autostereoskopische 3D-Effekt in einem 3D-Mario das Spielkonzept zugänglicher machen könne. In einem von USA Today im November 2010 geführten Interview bestätigte Miyamoto abermals, dass sich ein dreidimensionales Super Mario für den 3DS in der Produktion befinde. Dabei gab er bekannt, dass man Mario zum ersten Mal auf einem Handheld mit einem Analogstick steuern könne.

Vorläufiges Logo, mit dem das damals unter dem Arbeitstitel Super Mario bekannte Spiel auf der GDC im März 2011 vorgestellt wurde

Auf der Game Developers Conference (GDC) kündigte der Nintendo-Präsident Satoru Iwata am 2. März 2011 das bis dato nicht näher enthüllte Spiel unter dem Arbeitstitel Super Mario an. Es werde von den Machern von Super Mario Galaxy entwickelt und solle auf der Spielemesse E3 2011 genauer vorgestellt werden. Iwata stellte ein vorläufiges Logo sowie vier Screenshots vor. Im April beschrieb Miyamoto das Spiel gegenüber der Edge als eine Mischung aus Super Mario 64 und Super Mario Galaxy und betonte, dass der 3D-Effekt bedeutsam für das Spielprinzip sei.
Auf Nintendos E3-Pressekonferenz am 7. Juni 2011 stellte der Hersteller das neue Super-Mario-Spiel der Presse vor und veröffentlichte einen ersten Trailer. Besucher der Messe konnten das immer noch nicht offiziell betitelte Super Mario dort anspielen. Am 28. Juli 2011 gab Nintendo den finalen Titel des Spiels bekannt, Super Mario 3D Land, und grenzte den Erscheinungszeitraum auf November ein.
Als Vorereignis zur Tokyo Game Show fand am 12. September 2011 in Japan eine 3DS-Konferenz statt. Dort gab Nintendo den genauen Erscheinungstermin für Super Mario 3D Land bekannt und bestätigte, dass das Spiel die StreetPass- und Bewegungssteuerungsfunktionen des 3DS nutzen werde. In einem an diesem Tag veröffentlichten Videogespräch zwischen Iwata und Miyamoto beschrieb Letzterer das Spiel zusammenfassend als „3D-Mario, das sich wie ein 2D-Mario-Spiel spielt.“ (‘3D Mario that plays like a 2D Mario game.’)

### Veröffentlichung und Bundles
In Japan brachte Nintendo Super Mario 3D Land am 3. November 2011 heraus. Zehn Tage später folgte die Nordamerika-Publikation durch Nintendo of America und am 18. November veröffentlichte Nintendo of Europe es in Europa. In Südkorea erschien das Spiel dort gleichzeitig mit dem 3DS am 28. April 2012.
2012 begann Nintendo, Vollpreistitel auch digital anzubieten. Dazu publizierte der Konzern Super Mario 3D Land nachträglich auch als Vollpreisdownload im Nintendo eShop. Zuerst war es im europäischen eShop am 4. Oktober 2012 erhältlich; am 18. Oktober wurde es im nordamerikanischen eShop zugänglich gemacht und seit dem 1. November 2012 ist es in Japan digital erhältlich. Im Rahmen einer von November 2012 bis Januar 2013 stattgefundenen Aktion konnten Neukäufer eines Nintendo 3DS XL einen von fünf Vollpreistiteln gratis herunterladen, darunter auch Super Mario 3D Land.
Am 24. November 2011 brachte Nintendo in Amerika ein Bundle heraus, das Super Mario 3D Land zusammen mit einem feuerroten 3DS beinhaltet. In Europa folgte am 2. Dezember ein Bundle des Spiels mit einem weißen 3DS.

## Finanzielle Bedeutung

### Verkaufszahlen
Global
Bis zum 31. März 2015 konnte der Hersteller laut eigenen Angaben weltweit zehn Millionen Exemplare von Super Mario 3D Land absetzen. Damit ist es nach Mario Kart 7 und Pokémon X/Pokémon Y das drittmeistverkaufte 3DS-Spiel. In den einzelnen Märkten belegte das Spiel zu seiner Einführung Spitzenpositionen in den Charts.
Die folgende Tabelle gibt eine Übersicht über globale Auslieferungszahlen, aufgeteilt in Japan und Übersee. Die Daten entstammen offiziellen Nintendo-Finanzberichten. Nicht einbezogen sind digitale Verkäufe.
| Stand             | Global          | Japan          | Übersee        |
| ----------------- | --------------- | -------------- | -------------- |
| 27. Januar 2012   | 5,03 Millionen  | 1,36 Millionen | 3,68 Millionen |
| 27. April 2012    | 5,84 Millionen  | 1,57 Millionen | 4,27 Millionen |
| 31. Dezember 2012 | 8 Millionen     | 1,85 Millionen | 6,13 Millionen |
| 31. März 2013     | 8,29 Millionen  | 1,90 Millionen | 6,39 Millionen |
| 31. März 2014     | 9,27 Millionen  |                |                |
| 31. März 2015     | 10 Millionen    |                |                |
| 30. Juni 2018     | 12,12 Millionen |                |                |

Japan
Laut dem Marktforschungsunternehmen Media Create verkaufte sich das Spiel in Japan in der ersten Woche 343.492 Mal. Bis Ende November stieg die Anzahl der verkauften Einheiten auf über 500.000 an. Mit bis Jahresende knapp über einer Million verkaufter Exemplare war es das zweitbestverkaufte Videospiel Japans 2011.
Die folgende Tabelle gibt eine Übersicht über die von Media Create bekanntgegebenen Verkaufszahlen innerhalb der ersten Wochen auf dem japanischen Markt:
| Woche | Zeitraum                      | Verkäufe | Verkäufe gesamt | Chartplatz |
| ----- | ----------------------------- | -------- | --------------- | ---------- |
| 1.    | 31. Oktober – 6. November     | 343.492  | 343.492         | 1          |
| 2.    | 7.–13. November               | 93.441   | 436.933         | 4          |
| 3.    | 14.–20. November              | 62.318   | 499.250         | 4          |
| 4.    | 21.–27. November              | 61.710   | 560.960         | 4          |
| 5.    | 28. November – 4. Dezember    | 73.907   | 634.868         | 3          |
| 6.    | 5.–11. Dezember               | 89.743   | 724.611         | 3          |
| 7.    | 12.–18. Dezember              | 112.533  | 837.143         | 5          |
| 8.    | 19.–25. Dezember              | 174.566  | 1.011.709       | 3          |
| 9.    | 26. Dezember – 1. Januar 2012 | 68.483   | 1.080.192       | 4          |

Nordamerika
In seinen ersten beiden Wochen auf dem nordamerikanischen Markt konnten vom Spiel laut Nintendo über 500.000 Exemplare abgesetzt werden. Super Mario 3D Land qualifizierte sich somit als schnellstverkaufender mobiler Mario-Ableger. Dem Marktforschungsunternehmen NPD Group zufolge war Super Mario 3D Land in Nordamerika das neuntmeistverkaufte Videospiel im Dezember 2011.
Europa
Super Mario 3D Land debütierte in den wöchentlichen Spielesoftwarecharts von Media Control für Deutschland auf dem sechsten Platz und konnte in der darauffolgenden Woche noch den vierten Platz erreichen. In seiner ersten Verkaufswoche im Vereinigten Königreich platzierte sich das Spiel an neunter Stelle der landesweiten Spielecharts und wurde dort das meistverkaufte 3DS-Spiel des Jahres. Auch in Irland debütierte Super Mario 3D Land auf dem neunten Platz der Wochencharts, in Italien auf Platz 5 und in den Niederlanden auf dem dritten Platz. Weiter hinten lagen die Platzierungen des Spiels in den Wochencharts zur Markteinführung in den Skandinavien. So belegte das Spiel in Schweden in seiner ersten Verkaufswoche Platz 12 der Charts, in Norwegen Platz 9 und in Finnland Platz 18. Nach offiziellen Angaben konnte der Hersteller in Frankreich bis Mitte 2012 etwa 400.000 Exemplare des Spiels verkaufen.

### Wirtschaftliche Bedeutung für den 3DS
Nach einer gelungenen Markteinführung im März 2011 liefen die Verkäufe des 3DS in den folgenden Wochen und Monaten schleppend. Häufig genannte Gründe dafür waren der anfangs hohe Preis für den Handheld sowie der Mangel an Spielen, die eine breite Zielgruppe ansprechen und zum Kauf animieren. Erst gegen Ende 2011 gewann die Konsole stark an Fahrt. Maßgeblich dafür war eine weltweite Senkung der unverbindlichen Preisempfehlung des 3DS um ungefähr ein Drittel sowie die Veröffentlichung von Evergreen-Titeln wie Super Mario 3D Land und Mario Kart 7.
Die Videospieljournalistin Audrey Drake sieht die große Zugänglichkeit von Super Mario 3D Land als Grund, dass das Spiel eine nachhaltige Steigerung der Verkaufszahlen des 3DS mit sich führen konnte. Super Mario 3D Land sei für alle Zielgruppen unabhängig von deren Videospielerfahrung zugänglich. Es gelinge dem Spiel, sowohl „Hardcore“- als auch Gelegenheitsspieler in einem Maße anzusprechen, wie dies bei dem 1985 erschienenen, äußerst erfolgreichen Serienbegründer Super Mario Bros. der Fall gewesen sei. Hinzu komme laut Drake, dass das Spiel die Leistungsfähigkeit des 3DS anhand guter und flüssiger Grafiken veranschauliche. Als weiteren Grund führt Drake an, dass das Spiel einer der ersten originellen und exklusiven Blockbuster-Titel für den 3DS ist. Die zuvor veröffentlichten 3DS-Spiele aus dem Hause Nintendo wie The Legend of Zelda: Ocarina of Time 3D und Star Fox 64 3D waren hingegen bloße Neuauflagen.
Bryan Vore von der Zeitschrift Game Informer teilte diese Ansicht:

“The 3DS has a couple of great games from Nintendo. The problem is that they’re remakes of N64 titles. Gamers were glad to experience classics […], but no one buys a new system to play games over a decade old. That all changes with the excellent Super Mario 3D Land, an all-new adventure in the Mushroom Kingdom”

„Für den 3DS gibt es ein paar großartige Spiele von Nintendo. Das Problem ist, dass es Neuauflagen von N64-Titeln sind. Die Spieler waren zwar froh, Klassiker […] zu erleben, aber niemand kauft ein neues System, um Spiele zu spielen, die über zehn Jahre alt sind. Das alles ändert sich mit dem ausgezeichneten Super Mario 3D Land, einem völlig neuen Abenteuer im Pilzkönigreich.“

## Rezeption
Kritiken zu Super Mario 3D Land fielen sehr positiv aus. Die meisten Rezensenten lobten Aspekte wie Leveldesign, technische Umsetzung oder 3D-Effekt beziehungsweise dessen Nutzung. Wiederkehrende Kritikpunkte in der Rezeption zum Spiel sind unter anderem der Schwierigkeitsgrad, die Länge des Spiels sowie der Levels und das – im Vergleich zu früheren Spielen der Entwickler – wenig revolutionäre Spielkonzept. Ferner erhielt Super Mario 3D Land einige Preise und Auszeichnungen.

### Rezensionen
Audrey Drake vom Onlineportal IGN schrieb in ihrer Rezension zum Spiel, dass Super Mario 3D Land Elemente neuer und alter Mario-Spiele vermische. Obwohl die erste Spielhälfte bezüglich des Schwierigkeitsgrades wenig anspruchsvoll sei, hält Drake die Levels für äußerst kreativ gestaltet und lobte die Nutzung altbewährter Spielelemente. In der zweiten Hälfte des Spieles steige der Schwierigkeitsgrad stark an und dem Spiel werden laut Drake weitere kreative Ideen hinzugefügt. Die Spielwelt beurteilte sie als sehr interaktiv; die Grafiken gehören ihrer Meinung nach zu den besten, die der 3DS ermöglicht. Drake betonte dabei die guten Schattierungen sowie die brillanten Texturen. Der Grafikstil weise starke Parallelen zu Super Mario Galaxy auf. Insgesamt betrachtet beschrieb Drake das Spiel als äußerst gut ausbalanciert; es nutze die Techniken des 3DS hervorragend, sei ein Pflichtkauf für Konsolenbesitzer und könne die Zukunft von 3D-Jump-’n’-Run-Spielen beeinflussen.
In einer Spiel-Vorschau beurteilte der IGN-Redakteur Richard George Super Mario 3D Land als ausbalanciertes Spiel im Hinblick auf Aspekte wie Nostalgie und Innovation, 2D-/3D-Spielprinzip und Schwierigkeitsgrad. Im Gegenzug merkte er an, dass die Levels sehr kurz seien. Diesen Umstand bezeichnete er als lobenswert, da Super Mario 3D Land als Spiel für eine tragbare Konsole hauptsächlich kurzen Spielpartien zwischendurch dienen soll. So seien die kurzen Levels des Spieles dafür geeignet, unterwegs nur einige Minuten lang zu spielen.
Die britische Fachzeitschrift Edge bescheinigte dem Spiel in ihrer Kritik Ähnlichkeiten zu Super Mario Galaxy und Super Mario Bros. 3. Gleichzeitig gelinge es Super Mario 3D Land, etwas Einzigartiges zu sein. Durch die im Vergleich zu Super Mario Galaxy leicht überarbeitete Steuerung ähnele das Spiel den frühen 2D-Ablegern der Reihe. Außerdem lobte die Edge das Leveldesign. Leichte Kritik übte die Zeitschrift an den Power-ups im Spiel. Der Tanuki-Anzug etwa verleite erfahrene Spieler dazu, die Levels zu hastig durchzuspielen und gar nicht auf das sorgsam erstellte Leveldesign zu achten. Den Bumerang-Anzug bezeichnete die Edge als zur ebenfalls im Spiel vorkommenden Feuer-Mario-Verwandlung redundant. Obgleich die Spielidee im Vergleich zu vorherigen Werken von EAD Tokyo wie Super Mario Galaxy geradezu konservativ erscheint, sei Super Mario 3D Land derart spaßig, dass über diese kleineren Mängel hinweggesehen werden solle. Dank einer kreativen Mischung von alten und neuen Mario-Elementen sowie 2D- und 3D-Gameplay stelle Super Mario 3D Land einen der besten Mario-Titel für einen Handheld seit Jahren dar, resümierte die Zeitschrift, es reiche jedoch nicht ganz an Super Mario Galaxy heran.
Der Videospieljournalist Chris Kohler kam in seiner Spielrezension für Wired zu folgendem Schluss:

[Super Mario] 3D Land is a grabby borrower of a game — enemies from [Super] Mario [Bros.] 3, music from 2006′s New Super Mario Bros., gameplay from [Super Mario] Galaxy. Eventually it starts borrowing from itself. It’s an excellent game because all of these things work so well together; the only thing keeping it from perfection is that it cries out for more innovations to call its own.

„[Super Mario] 3D Land ist ein gierig leihendes Spiel: Gegner von [Super] Mario [Bros.] 3, Musik aus dem 2006 erschienenen New Super Mario Bros., Spielprinzip von [Super Mario] Galaxy. Schließlich fängt es an, von sich selbst zu leihen. Weil all diese Dinge so gut miteinander harmonieren, ist es ein hervorragendes Spiel; die einzige Sache, die es von der Perfektion fernhält, ist, dass es nach mehr Innovationen schreit.“

Der japanischen Videospiel-Wochenzeitschrift Famitsu zufolge ist in Super Mario 3D Land alles so, wie es sein soll – angefangen von der Länge der einzelnen Levels über die Positionierung von Gegnern und Items bis zum Schwierigkeitsgrad. Die Spielabschnitte, die nur im 3D-Modus zu bewältigen sind, seien spaßig und motivieren der Zeitschrift zufolge dazu, alle versteckten Abschnitte ausfindig zu machen. Des Weiteren beurteilte die Famitsu das Spiel als einsteigerfreundlich und mit Nostalgie beladen. Super Mario 3D Land gelinge es, sich wie ein 2D-Mario anzufühlen, aber wie ein 3D-Mario zu spielen.
Bryan Vore von der Zeitschrift Game Informer schrieb, Super Mario 3D Land setze sich aus vielen verschiedenen Arten von Jump-’n’-Run-Spielprinzipien zusammen. Von diesen tauchen mitunter mehrere in einem Level auf. Die Wechsel zwischen den verschiedenen Konzepten seien so subtil, dass sie dem Spieler kaum auffallen. Die Kamera sei jederzeit richtig positioniert und ermögliche eine präzise Steuerung. Zusammenfassend meinte Vore, Super Mario 3D Land sei trotz Wermutstropfen wie sich wiederholenden Bosskämpfen und einigen einander sehr ähnlichen Levels ein gelungener und unterhaltsamer Mix aus Nostalgie und Innovation, der die Qualität vorheriger Serienableger aufrechterhalte.
Die deutsche auf Nintendo spezialisierte Monatszeitschrift N-Zone lobte die Levelgestaltung, die Verwandlungsmöglichkeiten und die 3D-Effekte von Super Mario 3D Land. Der Redakteur Christoph Kraus kritisierte dabei, dass die Levels zu kurz, Sternenmedaillen teils zu leicht einzusammeln und die Kamera manchmal ungünstig positioniert sei. Obgleich die Levels gewohnt abwechslungsreich ausfielen, beurteilte die N-Zone das Spiel insgesamt als innovationsarm und den ersten Spieldurchlauf als zu einfach.

### Nutzung des 3D-Effektes
IGN schrieb, Super Mario 3D Land stelle den Durchbruch des autostereoskopischen 3D-Effektes dar, der eines der Hauptmerkmale des 3DS ist. IGN zufolge hat der 3D-Effekt in vorherigen Videospielen keinen Einfluss auf das Spielprinzip gehabt, sondern sei nur ein optisches Gimmick gewesen. Entwicklern gelang es nicht, den 3D-Effekt spielprinzipfördernd einzubinden. In Super Mario 3D Land hingegen stelle der 3D-Effekt eine Bereicherung dar, da er nach Aussage einiger Publikationen die Distanzabschätzung von Sprüngen im dreidimensionalen Raum erleichtert. Durch die einfachere Handhabung seien auch komplexere Sprungeinlagen im Spiel möglich. Deswegen bezeichnete IGN das Spiel als Messlatte für künftige 3D-Videospiele. In der offiziellen Spielrezension von IGN drückte die verantwortliche Redakteurin Audrey Drake ähnliches aus. Sie titulierte Super Mario 3D Land als erstes 3DS-Spiel, in dem der 3D-Effekt von großer Bedeutung sei. Das Spiel sei wie für den Effekt geschaffen, sodass die Steuerung im 2D-Modus wesentlich unpräziser und schwieriger erscheine.

“By relying on 3D as an important mechanic rather than a second thought to enhance the visuals, the developers achieved the most effective 3D I’ve ever seen in any medium, as well as the most brilliant use of it. From the clever platforming puzzles to the creative level design, every aspect of the game is heightened by the masterful use of an effect that up until now has essentially only been used as an optional visual boost.”

„Indem sie [Nintendo] sich eher auf 3D als wichtigen Mechanismus verlassen, anstatt nochmals über die Verbesserung der Optik nachzudenken, haben die Entwickler das effektivste 3D erschaffen, das ich je in irgendeinem Medium gesehen habe, als auch seine genialste Verwendung. Von den raffinierten Plattform-Rätseln bis zum kreativen Level-Design wird jeder Aspekt des Spiels durch den gekonnten Gebrauch eines Effektes verstärkt, der bis jetzt im Grunde genommen nur als optionale optische Verstärkung genutzt worden ist.“

Die Edge lobte den 3D-Effekt im Spiel als einen der besten und unaufdringlichsten aller damals erschienenen 3DS-Spiele. Der Effekt lasse das Spiel stellenweise wie ein zum Leben erwachtes Diorama wirken. Bezüglich der Frage, wie stark die Auswirkungen des 3D-Effektes auf das Spielprinzip seien, verhielt sich die Edge verhaltener als IGN und beschrieb den 3D-Effekt als Gimmick.

### Wertungsspiegel
Mit Stand 12. Januar 2013 hält Super Mario 3D Land bei der Webseite Metacritic, die den Durchschnitt aus einer Vielzahl an Spielrezensionen errechnet, eine Durchschnittswertung von 90 von 100 Punkten, ausgehend von 82 Rezensionen. Bei GameRankings betrug der Wertungsdurchschnitt 90,09 % und wurde aus 56 erfassten Kritiken errechnet.
| Zeitschrift/Website        | Wertung | Datum             |
| -------------------------- | ------- | ----------------- |
| 1Up.com                    | B+ 1    | 9. November 2011  |
| Computer Bild Spiele       | 1,78 2  | 10. November 2011 |
| Edge                       | 8/10    | 10. November 2011 |
| Eurogamer                  | 9/10    | 10. November 2011 |
| Famitsu                    | 38/40 3 | 25. Oktober 2011  |
| Game Informer              | 9,5/10  | 9. November 2011  |
| GamePro                    | 5/5     | 9. November 2011  |
| GameSpot                   | 8/10    | 9. November 2011  |
| IGN                        | 9,5/10  | 9. November 2011  |
| Joystiq                    | 9/10    | 9. November 2011  |
| N-Zone                     | 90/100  | 16. November 2011 |
| Nintendo Power             | 90/100  | 8. November 2011  |
| Nintendo-Online            | 9/10    | 18. November 2011 |
| Official Nintendo Magazine | 94/100  | 17. November 2011 |
| The Escapist               | 4,5/5   | 12. November 2011 |
| The Guardian               | 5/5     | 21. November 2011 |
| The Daily Telegraph        | 5/5     | 11. November 2011 |
| Wii & Nintendo 3DS Magazin | 90/100  |                   |
| Wired                      | 9/10    | 9. November 2011  |

### Auszeichnungen
Bei einigen Videospielauszeichnungen war Super Mario 3D Land nominiert und wurde teils ausgezeichnet. Die folgende Tabelle liefert eine Übersicht über einige dem Spiel verliehene Preise:
| Name                                       | Preis/Kategorie                | Nominiert/Gewonnen | Datum     |
| ------------------------------------------ | ------------------------------ | ------------------ | --------- |
| Computec Bäm! Awards 2011                  | Most Wanted: Mobile/Handheld   | Gewonnen           | 2011      |
| Spike Video Game Awards                    | Best Handheld/Mobile Game 2011 | Gewonnen           | Dez. 2011 |
| GameCity Prize                             | GameCity Prize                 | Nominiert          | Sep. 2012 |
| Game Developers Choice Awards 2012         | Best Handheld/Mobile Game      | Nominiert          | März 2012 |
| BAFTA 2012                                 | Best Design                    | Nominiert          | Feb. 2012 |
| BAFTA 2012                                 | Mobile & Handheld              | Nominiert          | Feb. 2012 |
| 15th Annual Interactive Achievement Awards | Handheld Game of the Year      | Gewonnen           | Feb. 2012 |
| BIU Sales Award                            | BIU Sales Award in Platin      | Gewonnen           | Apr. 2012 |
| Kindersoftwarepreis TOMMI 2012             | Platz 1                        | Gewonnen           | Okt. 2012 |
| IGN Best of 2011                           | Best Action Game               | Nominiert          | Dez. 2011 |
| IGN Best of 2011                           | 3DS/DS Game of the Year        | Gewonnen           | Dez. 2011 |
| IGN Best of 2011                           | Best 3DS/DS Action Game        | Gewonnen           | Dez. 2011 |
| IGN Best of 2011                           | Best 3DS/DS Graphics           | Gewonnen           | Dez. 2011 |
| IGN Best of 2011                           | Best 3DS/DS Sound              | Gewonnen           | Dez. 2011 |

Retrospektiv zeichnete IGN Super Mario 3D Land im August 2012 als bis dato bestes 3DS-Spiel aus, da es die Fähigkeiten des 3DS ausgesprochen gut ausnutze. Im September 2013 folgte eine weitere Liste der besten 3DS-Spiele, bei der Super Mario 3D Land erneut Platz 1 belegte. Die Entwicklerwebsite Gamasutra nahm das Studio EAD Tokyo aufgrund von Super Mario 3D Land 2012 in eine Liste der 30 besten Entwicklerstudios auf. Ferner platzierte die Seite das Spiel als bestes Handheldspiel 2011 und plattformübergreifend als sechstbestes Spiel des Jahres.

### Kritik der PETA
Die Tierrechtsorganisation People for the Ethical Treatment of Animals (PETA) übte Kritik an Super Mario 3D Land. Das Spielfeature, das die Spielfigur in einen Tanuki verwandelt, motiviert der Organisation zufolge zum Tragen von Pelzen. Unter dem Titel Mario Kills Tanooki veröffentlichte die PETA als Reaktion ein Browserspiel, in welchem ein von Mario gehäuteter Tanuki den Klempner jagt, um wieder in Besitz seines Pelzes zu kommen. Kurz nach der Veröffentlichung dieser Parodie gab die PETA bekannt, dass diese Aktion nicht ernst gemeint war, sondern Aufmerksamkeit auf den Umstand erzeugen sollte, dass Tiere für ihren Pelz lebendig gehäutet werden.

## Nachfolger und Einflüsse
Der nachfolgende Teil der Super-Mario-Reihe, New Super Mario Bros. 2, erschien 2012 für den 3DS. Dabei handelt es sich um ein 2D-Jump-’n’-Run, ebenso wie der nächste Teil New Super Mario Bros. U, der Ende 2012 für die Wii U auf den Markt kam. In Hinblick auf 3D-Teile der Super-Mario-Reihe ist Super Mario 3D World als Nachfolger von 3D Land zu betrachten. Das Spiel stammt von den Entwicklern von Super Mario 3D Land. Es wurde im Juni 2013 angekündigt und ist am 29. November 2013 in Europa erschienen. Das Spiel basiert auf Super Mario 3D Land und ermöglicht als erster Teil der Reihe einen simultanen Mehrspielermodus für bis zu vier Personen. Erste Überlegungen zu diesem Nachfolger hegte das Entwicklerteam bereits während der Arbeiten an Super Mario 3D Land. Außerdem bietet Super Mario 3D World HD-Grafik und neue Fähigkeiten wie beispielsweise einen Katzen-Anzug.
In Super Mario 3D Land gibt es einen Block, der auf Marios Kopf stecken bleibt, wenn er gegen ihn springt. Anschließend kommen je nach Gehgeschwindigkeit Münzen aus dem Block heraus. Als sich 3D Land gegen Ende der Entwicklungsphase befand, wurde Yusuke Amano angewiesen, diese Idee in seinem 2D-Super-Mario-Spiel zu verwenden. Das Team dieses Projekts dachte sich weitere Ideen rund um Münzen aus. Das Projekt erschien im August 2012 als New Super Mario Bros. 2 für den 3DS und zeichnet sich durch die Bedeutung des Münzsammelns aus. Das Spiel ist in der Chronologie der Super-Mario-Reihe das nach Super Mario 3D Land erschienene.
In Super Mario 3D Land existiert ein Level, der eine Hommage an die alten Teile von The Legend of Zelda darstellt und aus der Vogelperspektive gespielt wird. Die positive Resonanz dieser Idee bei Fans ermutigte das Zelda-Team zur Entwicklung eines neuen, an die 2D-Ableger angelehnten Zelda-Teiles. Dieser erschien Ende 2013 als The Legend of Zelda: A Link Between Worlds für den 3DS.